# Regno di Sardegna (1720-1861)
Il Regno di Sardegna è, per sineddoche, la denominazione informale con cui si identifica lo Stato (composito prima, unitario poi) retto dai Savoia, in seguito alla guerra di successione spagnola. Infatti, in forza del trattato di Londra del 1718 e del trattato dell'Aia del 1720, Vittorio Amedeo II di Savoia ottenne il titolo di Re di Sardegna, associando così tale Regno agli altri Stati ereditari governati dalla Casata, formati dal Principato di Piemonte con il Ducato di Savoia, la Contea di Nizza e di Asti, il Ducato di Aosta, il Ducato del Monferrato, la signoria di Vercelli, il Marchesato di Saluzzo, il Principato di Oneglia, una parte del Ducato di Milano (a questi si aggiunse poi il Ducato di Genova, in seguito all'annessione della Repubblica di Genova decisa dal Congresso di Vienna).
La denominazione cominciò a essere utilizzata progressivamente per indicare l'insieme dei possedimenti sabaudi anche se formalmente il Regno di Sardegna continuò a essere limitato all'omonima isola ed essere istituzionalmente distinto dai cosiddetti "Stati di terraferma" della dinastia sabauda, condividendone solo il capo dello Stato, re per i sardi, duca per i savoiardi, principe per i piemontesi, ecc. Per indicare ufficialmente l'insieme dei possedimenti sabaudi si usavano i termini "Stati del Re di Sardegna" o, più brevemente, Stati sardi.
Gli Stati di Terraferma erano governati in modo unitario direttamente dai sovrani sabaudi, mentre l'antico Regno di Sardegna godeva di un'ampia autonomia; infatti era retto da un viceré con una propria Segreteria di Stato. Questa autonomia venne meno con la cosiddetta fusione perfetta e la successiva promulgazione, da parte di Carlo Alberto di Savoia, di una carta costituzionale: lo "Statuto del Regno Sardo o Statuto Fondamentale della Monarchia di Savoia del 4 marzo 1848" (noto come Statuto Albertino). Venne quindi adottata una forma di governo centralista ispirata al modello francese.
Sempre nel 1848, gli Stati Sardi dichiararono guerra all’Austria ed occuparono temporaneamente i ducati di Parma e Guastalla, gli Stati di Modena e Reggio, la Lombardia ed alcune province venete. L’11 luglio 1848, durante la guerra, fu decretata con la Legge 747 la nascita di un nuovo Regno che univa tutti questi territori. Come si può desumere dagli scritti di Cavour del 20 giugno 1848, a guerra conclusa questo nuovo regno avrebbe dovuto chiamarsi Regno dell’Alta Italia. A questo punto, la denominazione “Stati Sardi” avrebbe dovuto scomparire, se non fosse che Carlo Alberto perse la guerra e tutti i territori conquistati. Il nuovo Regno rimase fino al 17 marzo 1861 senza un nome ufficiale e negli atti di governo lo Stato continuerà ad essere chiamato Stati Sardi o Stato Sardo o anche, ufficiosamente, Regno Sardo. Questo contribuirà al diffuso equivoco che tale regno fosse l'antico Regno di Sardegna, che invece giuridicamente non venne mai esteso nel continente.
L'istituzione del nuovo regno unitario decretò infatti anche la fine come entità statuale dell'antico Regno di Sardegna. Infatti, con la legge 776 del 12 agosto 1848 l'isola venne ripartita in tre divisioni amministrative (Cagliari, Sassari e Nuoro) e venne abolita la carica di viceré, la Segreteria di Stato e di Guerra.
Tuttavia, i Savoia continuarono a fregiarsi del titolo di Re di Sardegna (come anche di Duca di Savoia, Principe di Piemonte ecc...) anche in seguito all'unificazione italiana.

## Terminologia
Sia nel passato che oggigiorno, si usava spesso per sineddoche riferirsi all'insieme dei possedimenti dei Savoia come "Regno di Sardegna". In realtà, Savoia governarono non uno stato unitario, ma un insieme complesso di entità politiche e titoli diversi con diverse origini istituzionali, culturali e giuridiche tenute assieme in unione personale dalla persona del sovrano. Questi includevano ad esempio il Ducato di Savoia, Ducato di Aosta, il Principato di Piemonte e la Contea di Nizza, che erano detti Stati sardi di terraferma ed erano distinti e non giuridicamente parte del Regno di Sardegna, che invece comprendeva solo l'isola stessa. Gli stessi Savoia si riferivano ai loro possedimenti nel loro insieme con il termine di "Stati del Re di Sardegna".
Oggi gli storici usano il termine Stato sabaudo per indicare l'entità formata dall'insieme dei territori governati dai Savoia, un esempio di monarchia composita dove molti territori diversi e distinti sono uniti in un'unione personale avendo lo stesso sovrano.
Solamente con la Fusione perfetta del 1847 tutti i territori divennero parte di uno stato unitario.
Qui si elencano le denominazioni ufficiali utilizzate negli atti di governo, dal 8 agosto 1720 al 17 marzo 1861:
- Dal 8 agosto 1720 Stati di S.M. il Re di Sardegna o, più brevemente, Stati Sardi
- Dal 9 dicembre 1798 Regno di Sardegna
- Dal 25 aprile 1814 Stati di S.M. il Re di Sardegna o, più brevemente, Stati Sardi
- Dal 16 giugno 1848 Stato Sardo (il nome al singolare compare in seguito all'annessione dei ducati di Parma e Guastalla)
- Dall'11 luglio 1848 Senza denominazione ufficiale (viene denominato solo Stato o Regno) Con la Legge 747 del 11 luglio vengono annesse la Lombardia ed alcune province venete e si proclama la nascita del nuovo regno.
- Dal 9 agosto 1848 Stati di S.M. il Re di Sardegna o, più brevemente, Stati Sardi ma anche "Regno"
- Dal 1855 Stato Sardo o Regno Sardo (nel 1855 non c'è un evento preciso, ma negli atti di governo da quel periodo inizia a diventare predominante la denominazione Stato Sardo al singolare ed al contempo si inizia ad utilizzare anche la denominazione Regno Sardo)
- Dal 12 luglio 1859 Senza denominazione ufficiale (viene denominato solo Stato o Regno).
- Dal 17 dicembre 1860 Stato italiano o Regno (annessione della Sicilia)
- Dal 17 marzo 1861 Stato italiano o Regno d’Italia

## Storia

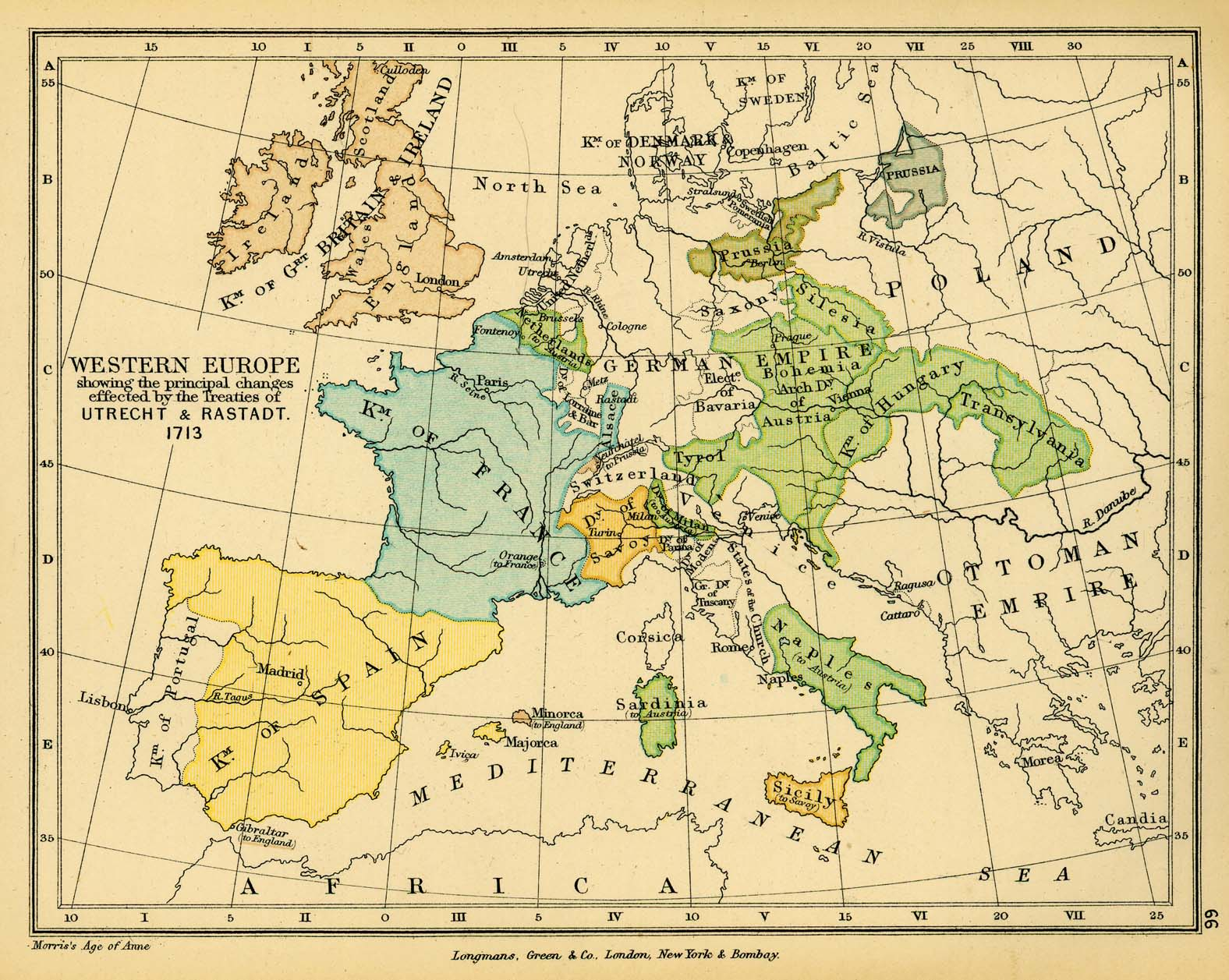
L'Europa dopo il trattato di Utrecht

### Il Regno di Sardegna dopo la guerra di successione spagnola
I duchi di Savoia avevano perseguito con costanza e tenacia attraverso i secoli l'ottenimento del titolo regio. L'obiettivo fu raggiunto da Vittorio Amedeo II partecipando vittoriosamente alla guerra di successione spagnola: nel 1713, in virtù del trattato di Utrecht, il duca ottenne la corona del Regno di Sicilia e fu incoronato, assieme alla moglie Anna Maria di Borbone-Orléans nella Cattedrale di Palermo, il 24 dicembre 1713.
Nel 1720 Vittorio Amedeo II - secondo quanto stabilito dal trattato di Londra del 1718 - lasciò il trono del Regno di Sicilia in cambio di quello del Regno di Sardegna; la sua scelta di allearsi dalla parte dell'imperatore e degli alleati durante la guerra di successione spagnola fu più che mai felice. Sarà considerato come un despota illuminato e amministrò saggiamente tutti i territori del regno, mettendo in opera una serie di riforme alcune delle quali molto avanzate per quei tempi, come l'istituzione del catasto. Non si recò stavolta a Cagliari per l'incoronazione, e da allora l'isola fu governata da un viceré.
Ma anche in periodi di pace i sudditi vivevano in uno stato di precarietà e di arretratezza economica. Una certa vivacità per i commerci arrivò però intorno alla metà del XVIII secolo quando le vallate alpine divennero la destinazione preferita degli aristocratici inglesi a seguito, nel 1741, della scoperta dei ghiacciai di Chamonix fatta dagli inglesi William Windham e Richard Pococke. I loro racconti percorsero velocemente i salotti londinesi e parigini e ben presto le valli del massiccio del Monte Bianco divennero un richiamo per il nascente turismo alpino consacrato poi nel 1786 da Jacques Balmat e da Michel Gabriel Paccard, con la scalata alla vetta del Monte Bianco, che sancì la nascita dell'alpinismo. Il successivo Re di Sardegna fu Carlo Emanuele III; lo Stato sabaudo fu coinvolto nelle due sanguinose guerre che sconvolsero nuovamente l'Europa: la guerra di successione polacca e la guerra di successione austriaca.
Ottenuti alcuni vantaggi nel primo conflitto, che lo vide alleato alla Francia, fu decisamente più fortunato nella seconda guerra, quando si schierò con l'Austria contro la Francia e vide ancora una volta i suoi Stati invasi dai francesi. Persa la battaglia di Madonna dell'Olmo, riuscì però a infliggere una pesantissima sconfitta ai francesi sulle alture dell'Assietta nel 1747, ottenendo nuovamente la piena sovranità sul Piemonte e l'accrescimento dei suoi Stati fino al raggiungimento del confine naturale del Ticino. Il 19 settembre 1772 Carlo Emanuele introdusse nei suoi Stati il servizio postale, ammodernò in seguito i porti di Nizza e di Villafranca; combatté il banditismo in Sardegna, creò i Monti frumentari, cioè dei magazzini comunali nei quali i contadini potevano comprare le sementi a un prezzo calmierato.

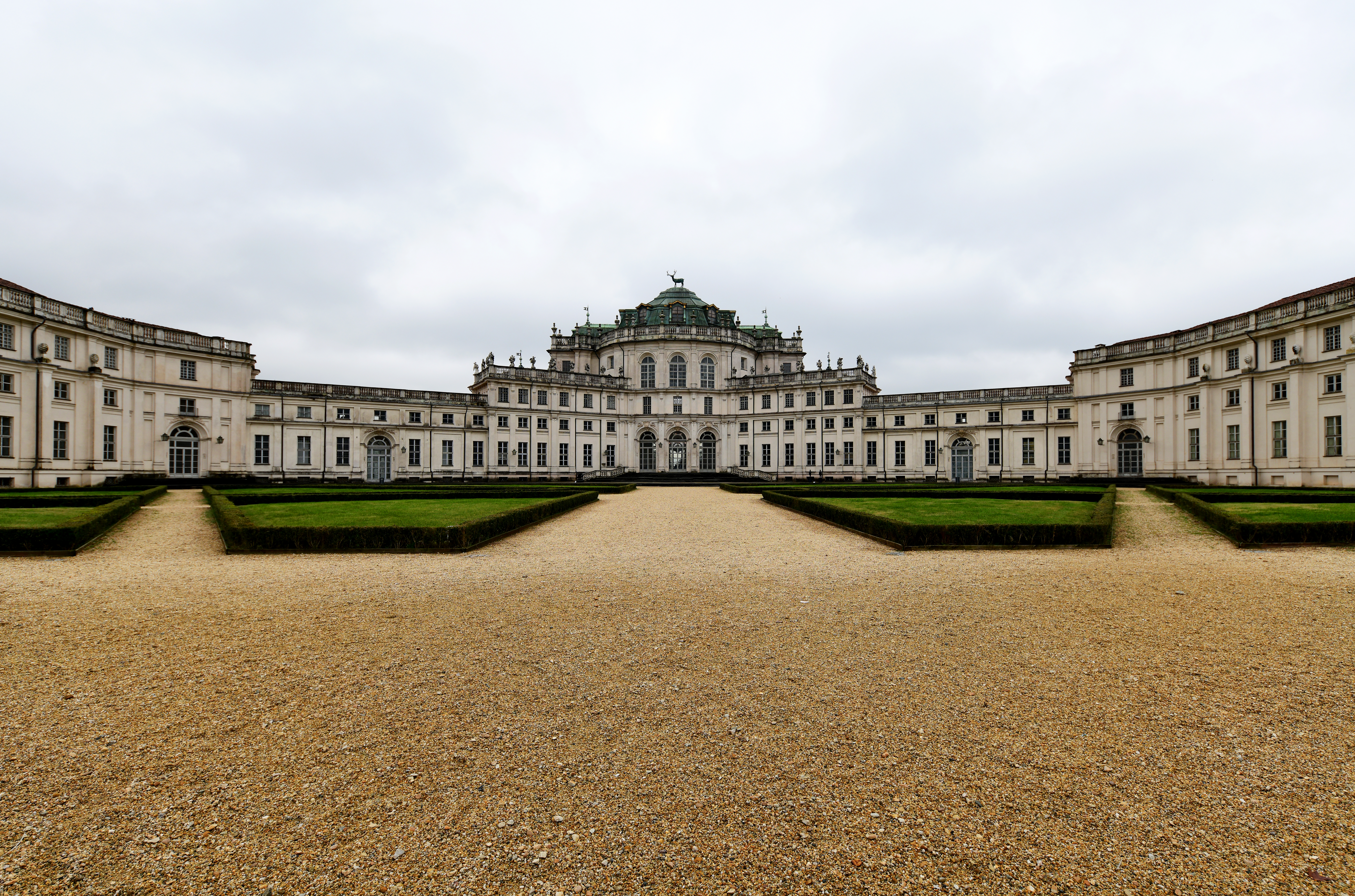
Torino - Palazzo di Stupinigi.

### Le vicissitudini della famiglia reale
Umberto I Biancamano nel 1032 ottenne dall'imperatore Corrado II la signoria della Savoia, della Moriana e Valle d'Aosta. Attraverso varie successioni ereditarie i Savoia ingrandirono nel tempo i loro territori a cavallo tra le Alpi Occidentali. Prima conti e poi duchi, nel 1416 ottennero il titolo nominale (senza territori) di Re di Gerusalemme lasciato in eredità da Carlotta di Lusignano. Riuscirono abilmente nel XVII e nel XVIII secolo a difendersi dalle mire espansionistiche del Regno di Francia mantenendo tenacemente la loro autonomia.
Da quando poi Emanuele Filiberto I di Savoia spostò la capitale da Chambéry a Torino per meglio difendersi dagli attacchi nemici, la dinastia prese le redini della storia piemontese mantenendo il dominio sul Ducato di Savoia prima e sul Regno di Sardegna poi, fino all'unità d'Italia. Nel 1720, con l'istituzione sovrana vennero a pieno titolo annoverati fra le grandi casate d'Europa, fregiandosi anche dei titoli di: Re di Cipro, di Gerusalemme, di Armenia; Duca di Savoia, di Monferrato, Chiablese, Aosta e Genova; Principe di Piemonte e Oneglia; Marchese in Italia, di Saluzzo, Susa, Ivrea, Ceva, Maro, Oristano, Sesana; conte di Moriana, Genova, Nizza, Tenda, Asti, Alessandria, Goceano; barone di Vaud e di Faucigny; signore di Vercelli, Pinerolo, Tarantasia, Lomellina, Valsesia; principe e vicario perpetuo del Sacro Romano Impero in Italia.
Seguì un periodo di splendore per il regno. Il prestigio di Casa Savoia, che si era celebrato dopo la battaglia di Torino con la costruzione della basilica di Superga e la ricostruzione dell'antica capitale sabauda in stile barocco, chiamando a corte il grande architetto Filippo Juvara, si celebrava con fastosi ricevimenti e feste nel Palazzo Reale, nella reggia di Venaria Reale e nella Palazzina di caccia di Stupinigi, tutti veri capolavori dell'arte. Torino, la città dove risiedeva la corte del regno e dove si concentravano tutte le funzioni politiche, si abbellì ulteriormente divenendo una città completamente barocca, con palazzi e chiese di grande bellezza come quella di San Lorenzo in Piazza Castello.

### I moti antifeudali angioiani
Tra il 1792 e il 1793 la Francia rivoluzionaria, intenzionata a contrastare l'Inghilterra nel Mediterraneo occidentale, provò ad attaccare la Sardegna, nel tentativo di occuparla militarmente e di sollevare una ribellione generalizzata contro i piemontesi. A tale scopo, da tempo, infiltrati rivoluzionari e simpatizzanti locali diffondevano notizie, idee e scritti politici nelle città e nelle campagne.
Al momento dell'attacco decisivo, benché il governo piemontese fosse stato colto di sorpresa e non predisponesse alcuna misura difensiva, gli aristocratici e il clero sardi, timorosi delle conseguenze politiche di una vittoria francese in Sardegna, finanziarono e organizzarono la resistenza, arruolando in poco tempo una milizia.

Fu questo esercito popolare a respingere il tentativo francese di sbarcare sul lido di Quartu Sant'Elena, nel febbraio 1793. Contemporaneamente, a nord, veniva fermato il tentativo di occupazione all'isola della Maddalena (tentativo al cui comando c'era un giovanissimo ufficiale corso di nome Napoleone Bonaparte).
Il successo della mobilitazione dei sardi da parte degli stamenti (i bracci del parlamento, riunitisi d'urgenza per affrontare la crisi, nell'inerzia del governo piemontese), benché sembrasse frustrare l'opera di propaganda rivoluzionaria dei mesi precedenti, fece emergere la questione dell'inadeguatezza e della mediocrità del personale di governo forestiero.

I rappresentanti della nobiltà, del clero e delle città inviarono dunque al re Vittorio Amedeo III una petizione con cinque richieste: 1) convocazione delle Corti Generali (ossia appunto del parlamento, che le autorità piemontesi non avevano mai convocato); 2) conferma di tutte le leggi, consuetudini e privilegi, anche di quelli caduti in disuso; 3) assegnazione al nativi dell'isola di tutti gli impieghi e le cariche; 4) creazione di un Consiglio di Stato da consultare su tutte le questioni relative al regno; 5) un ministero distinto per gli affari della Sardegna. Non erano richieste rivoluzionarie, tuttavia il re non le accolse, contestandole in parte.
Il malcontento accumulato fino a quel momento esplose dunque con un moto di ribellione fra notabili e popolo cagliaritano che, il 28 aprile 1794, catturarono ed espulsero da Cagliari il Viceré e tutti i funzionari piemontesi; la giornata è oggi commemorata oggi come Sa die de sa Sardigna e festa del popolo sardo.
La situazione venne presa in mano dagli stamenti e dalla Reale Udienza, la suprema corte del regno. Si confrontavano il partito dei "novatori" e quello dei "moderati". I primi, per lo più esponenti della borghesia, intendevano approfittare del momento per ottenere riforme decisive di tipo economico, politico e sociale; i secondi desideravano semplicemente l'accettazione delle cinque richieste e per il resto il sostanziale mantenimento dello status quo. La situazione intanto tendeva a sfuggire al controllo. A Cagliari vennero linciati due esponenti dell'aristocrazia.
A Sassari la nobiltà e l'alto clero si schierarono contro gli stamenti e invocarono la protezione del re, allo scopo di ottenere un'emancipazione con l'autonomia dal governo di Cagliari e ulteriori privilegi. Nelle campagne, le popolazioni, incitate da agitatori e dal basso clero, si ribellavano, attaccavano le sedi governative, gli istituti di credito agrario, le residenze di aristocratici e di alti prelati, rifiutando di versare le imposte e le decime. A Sassari, infine, sotto l'influsso cagliaritano e le proteste dei vassalli, si raccolsero genti da tutto il Logudoro per manifestare il 28 dicembre 1795 cantando il famoso inno Su patriotu sardu a sos feudatarios. La situazione era diventata così grave che a Cagliari si decise di inviare nel settentrione dell'Isola uno dei personaggi più in vista della politica sarda del periodo, il nobile e magistrato della Reale Udienza Giovanni Maria Angioy. Questi, investito della carica di alter nos, ossia facente funzioni viceregie, attraversò la Sardegna e giunse a Sassari accolto da un bagno di folla come liberatore.
Angioy cercò per tre mesi di riconciliare feudatari e vassalli attraverso atti legali, ma quando s'avvide del diminuito interesse e sostegno governativo e cagliaritano, lavorò a un piano eversivo con emissari francesi, mentre Napoleone Bonaparte invadeva la penisola italiana. Tuttavia con l'armistizio di Cherasco e la successiva Pace di Parigi del 1796 venne meno ogni possibile sostegno esterno, e l'Angioy decise di effettuare una marcia antifeudale e rivendicativa su Cagliari, con l'intenzione di rovesciare il governo, abolire gli istituti feudali e proclamare la repubblica.
Il tentativo rivoluzionario coalizzò le forze moderate e reazionarie, mettendo contro l'Angioy nobiltà, clero e buona parte della borghesia cittadina e rurale, che aveva timore di perdere, insieme agli istituti feudali, privilegi e vantaggi acquisiti. A questo punto dal Viceré gli vennero revocati i poteri di alter nos, e Angioy dovette arrestare la sua marcia a Oristano l'8 giugno, in quanto venne abbandonato dai suoi sostenitori dopo che il Re ebbe accettato lo stesso giorno le citate cinque richieste degli Stamenti Sardi. Angioy dovette abbandonare la Sardegna e si rifugiò a Parigi. Qui morì esule e in povertà nel 1808. Sull'isola l'ordine veniva ripristinato con le armi. Furono assediati e presi d'assalto i villaggi che resistevano e furono condannati a morte tutti i capi e i maggiori esponenti del moto rivoluzionario che si riuscì a catturare.

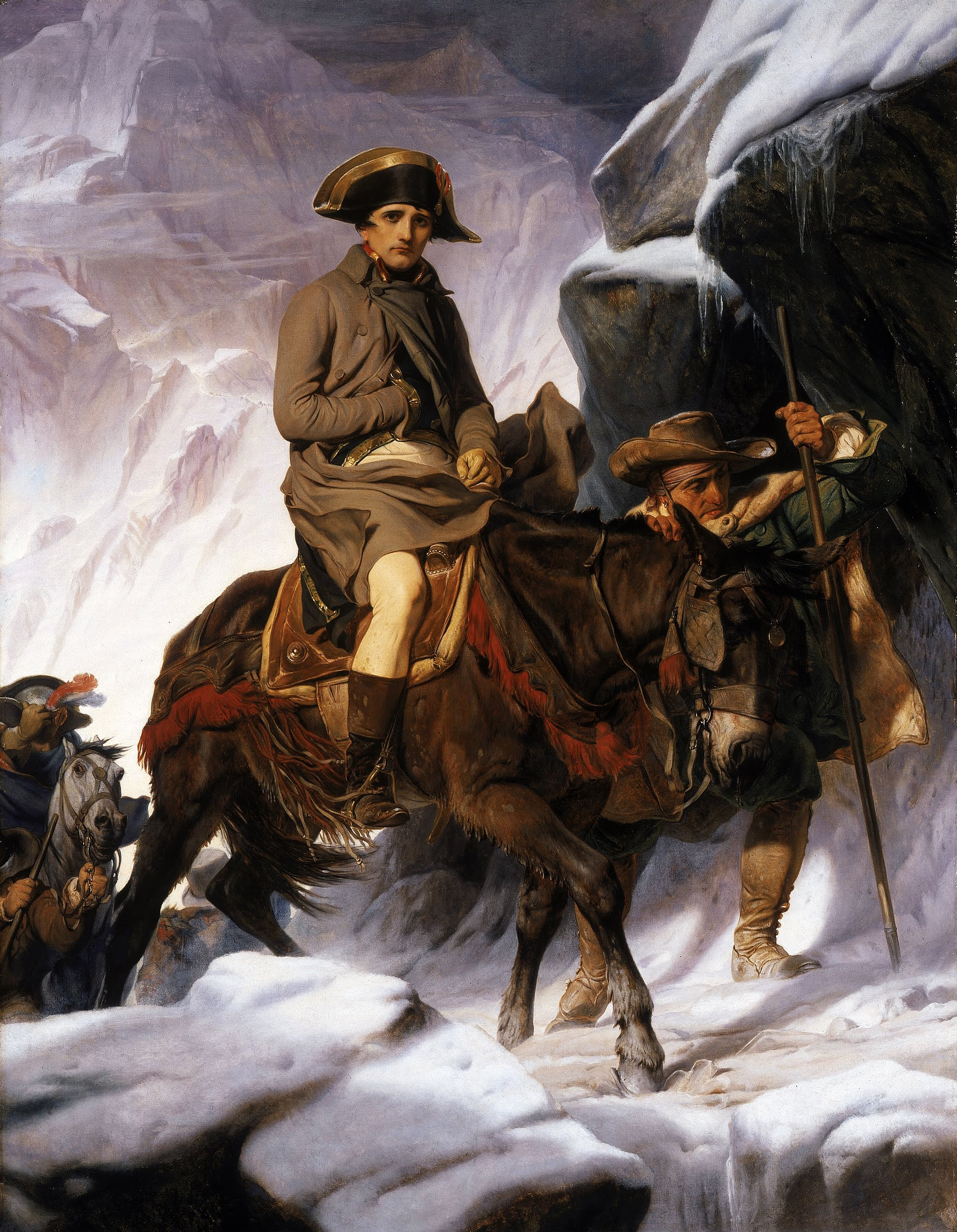
Paul Delaroche - Bonaparte attraversa le Alpi

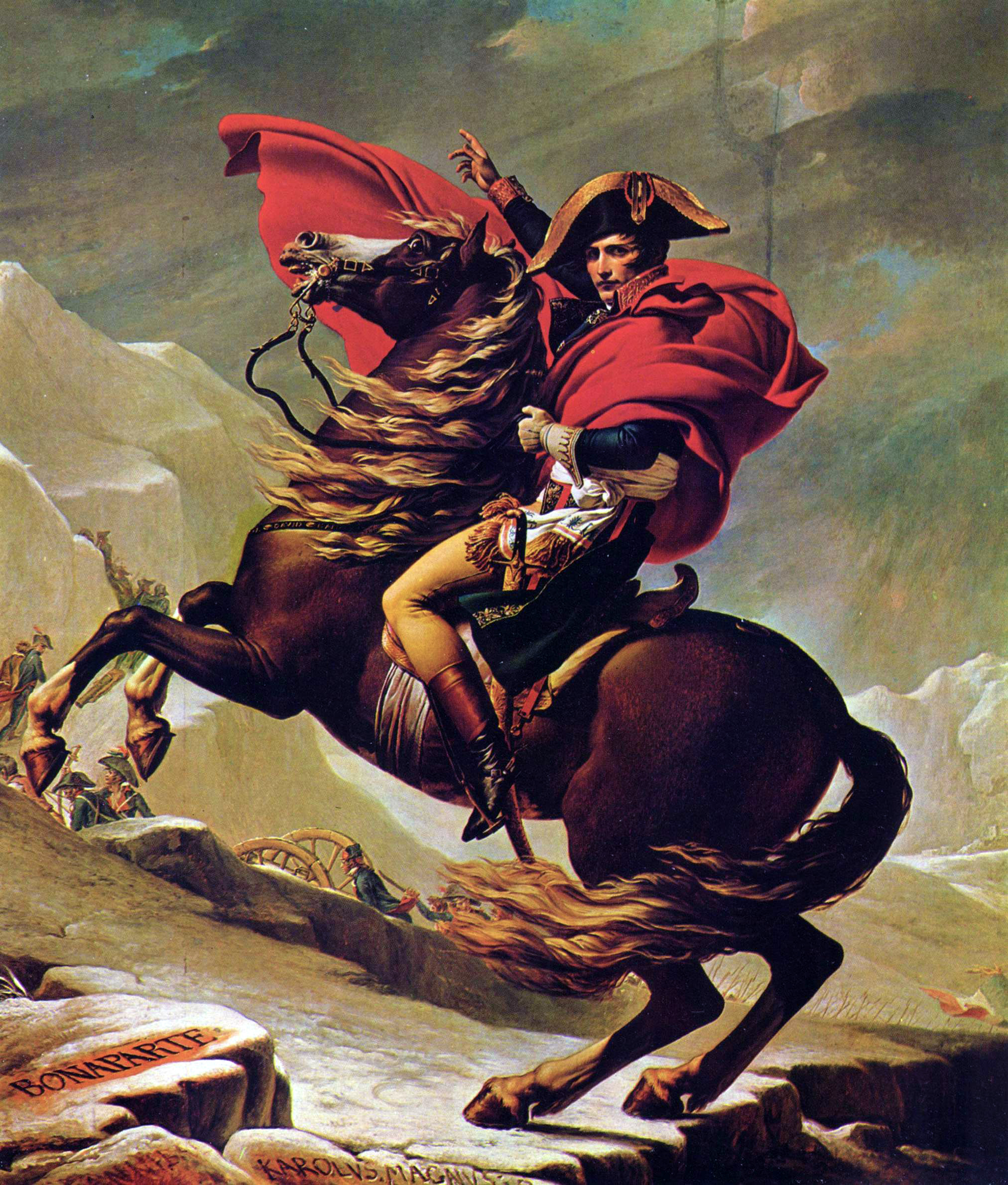
Jacques-Louis David - Napoleone attraversa le Alpi

### La guerra contro la Francia napoleonica
Entrando nella prima coalizione a fianco di Austria, Spagna e Prussia, Vittorio Amedeo III si espose alle vendette dei rivoluzionari francesi che occuparono il Ducato di Savoia e la Contea di Nizza e come detto tentarono di invadere la Sardegna. Il 21 dicembre 1792 la flotta francese comandata dall'ammiraglio La Touche-Tréville si presentò nel golfo di Cagliari. L'8 gennaio i francesi sbarcarono nell'isola di San Pietro e presero Carloforte; il 14 gennaio occuparono Sant'Antioco e il 27 dello stesso mese iniziarono i cannoneggiamenti contro la città di Cagliari.

Nel mese successivo, il 14 febbraio iniziò lo sbarco nel litorale di Quartu di 4 000 soldati. La spontanea mobilitazione dei miliziani sardi e la paura di essere rigettati in mare, spinsero i francesi a reimbarcarsi e ad abbandonare l'Isola il 28 febbraio, lasciando nelle isole sulcitane una guarnigione di 700 soldati. 

Mentre a sud Cagliari subiva il bombardamento, a nord, attraverso le Bocche di Bonifacio, Napoleone Bonaparte, allora tenente di artiglieria, attaccava e bombardava La Maddalena con l'intento di occupare la parte settentrionale della Sardegna. Il 25 e il 26 febbraio l'energica reazione dei maddalenini guidati da Domenico Millelire fece fallire l'attacco.
Intanto le armate rivoluzionarie francesi attaccavano la Savoia, che veniva occupata dalle truppe del generale Montesquiou, entrate in Chambéry il 24 settembre 1792, mentre le truppe del generale d'Anselme attaccavano la città di Nizza, occupata e saccheggiata il 29 settembre, spingendosi poi fino a Oneglia, che fu semidistrutta dalla flotta dell'ammiraglio Truguet e saccheggiata dalle truppe di d'Anselme. Il 27 novembre 1792 la Convenzione decretò l'annessione della Savoia alla Francia repubblicana. Il 31 gennaio 1793 la Convenzione decretò l'annessione alla Francia anche della Contea di Nizza. Tuttavia, nella primavera di quello stesso anno, Vittorio Amedeo III tentò la riconquista militare di Nizza, affidando il comando delle truppe all'anziano generale austriaco De Wins, ma questi venne respinto dai francesi del generale Dugommier a Saint-Martin-du-Var.
Nel 1798, attaccato dall'Inghilterra, dall'esercito napoletano, dall'Impero Ottomano e dalla Russia, il Direttorio della Repubblica francese chiese al Regno di Sardegna che Carlo Emanuele IV, figlio di Vittorio Amedeo III, onorasse l'alleanza che aveva firmato per rimanere sul trono, ma il re rifiutò. A seguito di tale affronto, il Direttorio fece invadere il Piemonte dal generale Barthélemy Joubert e il 10 dicembre 1798 il re fu costretto ad abdicare lasciando spazio a un governo repubblicano piemontese.
I Savoia, con tutta la corte, lasciarono Torino e si trasferirono nel palazzo regio di Cagliari. La corte resterà nell'isola fino alla definitiva restituzione delle province del continente. Mentre il generale Bonaparte era in Egitto, gli austro-russi sconfissero ripetutamente i francesi e il 20 giugno 1799 le truppe alleate riconquistarono Torino, ponendo fine all'esperienza repubblicana piemontese e restaurando la monarchia, pur non permettendo a Carlo Emanuele IV, giudicato da Vienna infido e imbelle, di riprendere effettivamente il trono.
Rientrato in Francia, nel 1800, il generale Bonaparte scese nuovamente nella Pianura Padana valicando le Alpi. A Marengo, nello scontro decisivo, le truppe francesi prevalsero e occuparono nuovamente Torino, destituendo il re e instaurando la Repubblica Subalpina. Questa repubblica, per prima in Italia, coniò monete secondo il sistema decimale già adottato per il franco francese, che sarebbe poi stato alla base dell'Unione monetaria latina. In particolare, fu coniata una moneta in oro da 20 franchi in ricordo della battaglia di Marengo: con lo stesso nome saranno poi indicate una serie di monete anche di altri Stati con caratteristiche simili a quella piemontese. 

La breve parentesi napoleonica portò con sé ben pochi vantaggi al regno, l'economia si contrasse e si verificò un considerevole crollo dell'industria tessile mentre i commerci con l'estero iniziarono a languire. Si assistette, invece, a un evento inverso: furono cioè molti stranieri - e in particolare francesi - a voler impiantare le loro fabbriche oltralpe.
Gravissimi furono poi i danni recati al patrimonio artistico, le truppe francesi mal equipaggiate e mal nutrite, durante l'occupazione si diedero spesso al saccheggio delle campagne e dei villaggi, depredando chiese e città, da dove rubarono opere d'arte di valore inestimabile inviate poi a Parigi, e dove requisivano oggetti sacri d'oro e d'argento, fusi in seguito e utilizzati a finanziare la guerra d'invasione. L'attività di governo del Re fu minima durante la sua permanenza a Cagliari.

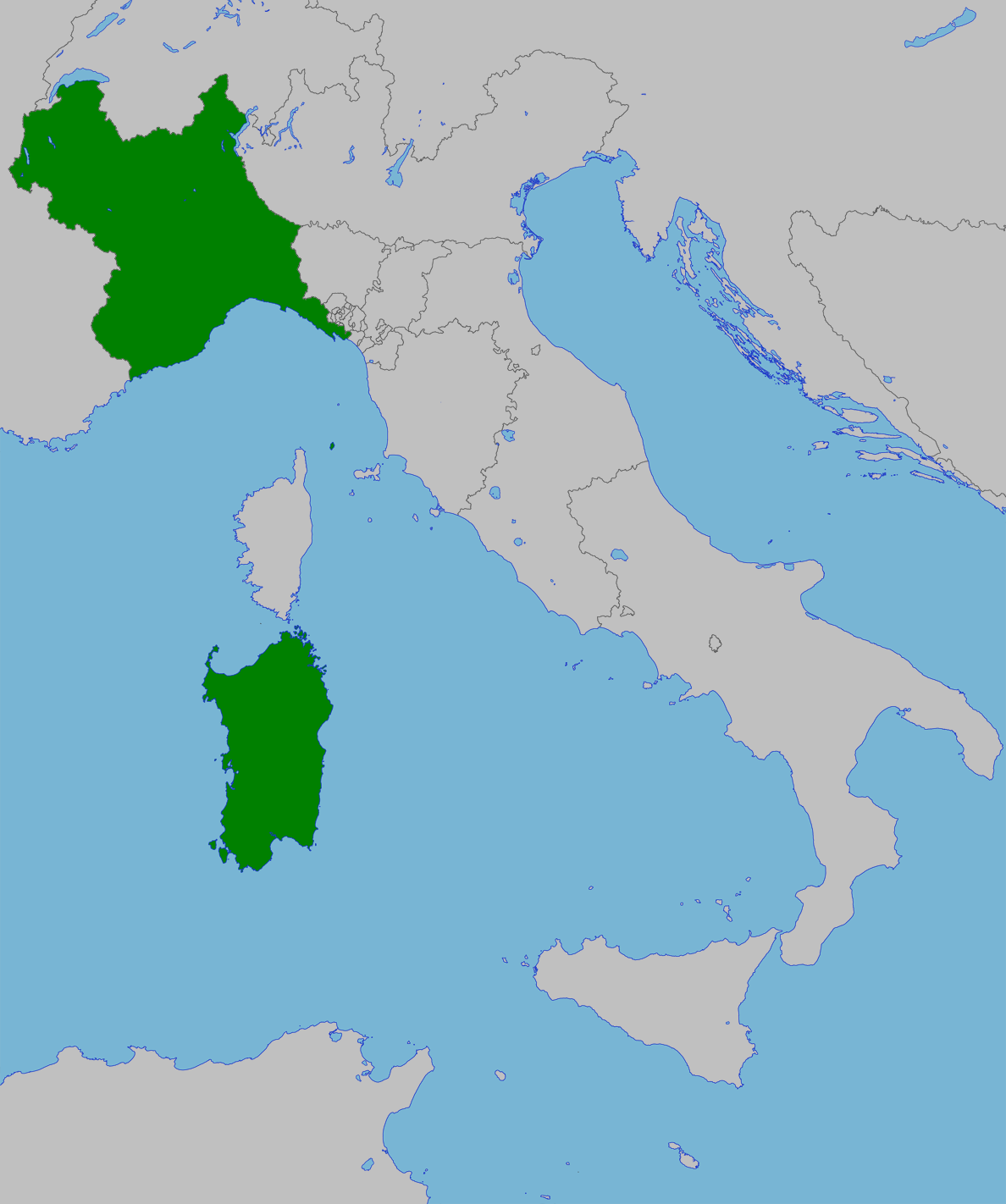
Il Regno di Sardegna nell'Italia dopo il Congresso di Vienna (1815)

### Il congresso di Vienna e laRestaurazione
L'11 settembre 1802 il Piemonte fu annesso e integrato direttamente alla Francia ponendo fine alla Repubblica Subalpina. Il territorio continentale dell'ex Stato sabaudo fu riorganizzato in 6 département: Dora, Sesia, Po, Marengo, Stura, Tanaro; cui si aggiungevano le precedenti annessioni del 1792-93: Savoia (dipartimento del Monte Bianco e parte del dipartimento del Lemano) e Nizza (Alpi Marittime).
Novara (dipartimento dell'Agogna) passò invece alla Repubblica napoleonica d'Italia, cui successe il Regno napoleonico d'Italia. Dopo le folgoranti vittorie in Europa e dopo la disastrosa ritirata dalla Russia, Napoleone fu sconfitto dalla sesta coalizione nel 1813 e relegato nell'isola d'Elba il 6 aprile 1814. Un mese dopo, il 2 maggio 1814, Vittorio Emanuele I lasciava Cagliari per Torino, dove il 19 entrava trionfalmente accolto dalla popolazione. Con il trattato di Parigi del 30 maggio 1814, fu ripristinato il potere dei Savoia e il 4 gennaio 1815 con il congresso di Vienna, furono annesse al Regno di Sardegna (senza aver fatto votare alcun plebiscito e senza il consenso del popolo) Genova e la Liguria insieme con i feudi imperiali, assumendo la funzione di Stato cuscinetto nei confronti della Francia. Dal 1815 al 1821 Vittorio Emanuele I governò con il pugno di ferro, restaurando i privilegi feudali (suscitando in Liguria tumulti) e instaurò una politica di controllo dell'istruzione da parte della chiesa. Il 16 agosto la regina Maria Teresa raggiungeva Torino e a Cagliari la carica viceregia veniva assunta da Carlo Felice. Vittorio Emanuele I e il suo successore Carlo Felice di Savoia erano fratelli dell'abdicatario Carlo Emanuele IV. Vittorio Emanuele I ebbe un solo figlio maschio, Carlo Emanuele, morto di vaiolo all'età di due anni, oltre ad alcune figlie femmine escluse dalla successione al trono così come prevedeva la legge salica. Carlo Felice, invece, non ebbe figli. La successione a Casa Savoia, dunque, divenne un affare in cui l'Austria vedeva la possibilità di imporre il proprio potere anche su queste terre se mai Vittorio Emanuele I avesse scelto come suo successore il genero principe Francesco IV di Modena, imparentato con gli Asburgo. Non fu così, dato che Vittorio Emanuele I scelse invece Carlo Alberto, del ramo Savoia-Carignano, che divenne re nel 1831, detenendo la corona per diciassette anni.

### I moti rivoluzionari del 1821
Il Regno in quegli anni era sconvolto da moti rivoluzionari che segnarono l'inizio della stagione risorgimentale italiana. Nel 1821 scoppiarono i primi subbugli, difficili da controllare, anche perché le rivolte erano segretamente appoggiate dal principe Carlo Alberto. Santorre di Santa Rosa, il capo dei ribelli, si era incontrato con il principe di nascosto, ottenendo il suo appoggio. Ma l'aiuto promesso da Carlo Alberto venne meno proprio quando la rivolta stava per scoppiare. Vittorio Emanuele I, in seguito alle sommosse, preferì abdicare nei confronti di Carlo Felice. Questi però si trovava a Modena e Carlo Alberto assunse la reggenza del regno proclamando la costituzione, subito sconfessata dallo zio che lo destituì. Invocò poi l'aiuto della Santa Alleanza, fondata nel 1815 da quasi tutte le potenze europee per garantire gli assetti politici espressi nel congresso di Vienna. Le forze rivoluzionarie cercarono egualmente di tenere testa a quelle austriache, ma vennero sconfitte a Novara. Carlo Felice fece incarcerare molti patrioti e la rivolta sembrò placata. Nei successivi dieci anni di regno innalzò lo Stato al grado di potenza marittima, e con la battaglia navale di Tripoli, avvenuta il 26-27 settembre 1825 mise definitivamente fine alla volontà del Bey di Tripoli di effettuare azioni di pirateria nei confronti della marina mercantile sarda. 
Carlo Felice effettuò la riforma della gerarchia giudiziaria, stabilì consolati sulle coste d'Africa e del Levante, adornò Genova e Torino di sontuosi palazzi. Nel 1821 in Sardegna vengono istituite due vice-intendenze a Cagliari e Sassari e il numero delle Province viene ridotto a dieci (Sassari, Alghero, Ozieri, Nuoro, Cuglieri, Busachi, Lanusei, Isili, Iglesias e Cagliari), cui si sarebbe aggiunta nel 1833 quella di Tempio. Morì il 27 aprile 1831 e con lui si estingueva la dinastia degli Amedei e iniziava quella dei Savoia-Carignano.

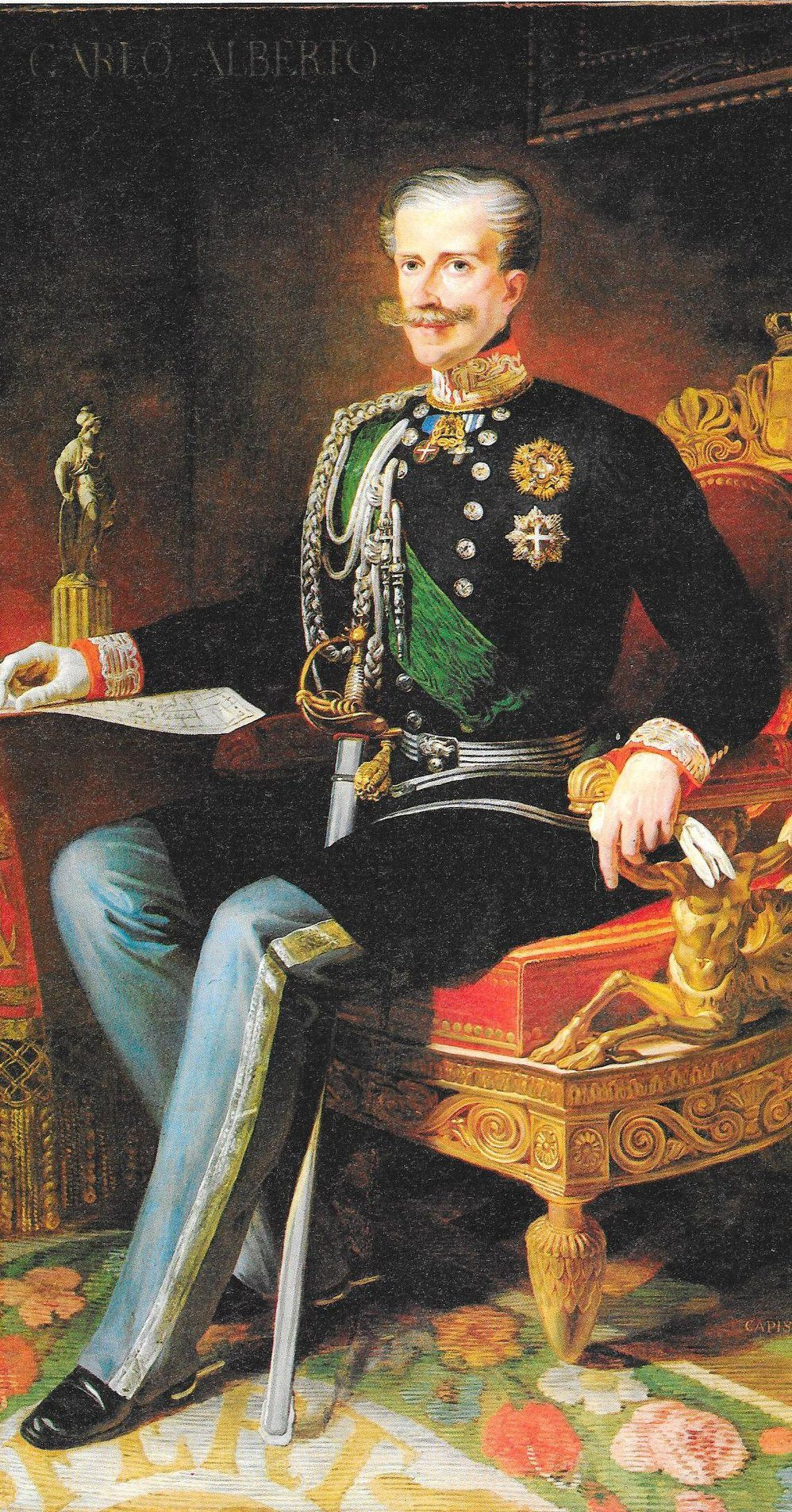
Carlo Alberto di Savoia

### Le riforme di Carlo Alberto
I principi di Carignano erano lontani parenti dei Savoia. Si erano staccati dal ramo principale nel 1596 e si erano riavvicinati nel 1714 con il matrimonio fra Vittorio Amedeo Principe di Carignano e Vittoria Francesca, figlia naturale di Vittorio Amedeo II di Savoia. Carlo Alberto fu un cattolico devoto e anti-rivoluzionario: non appena salito al trono, forte di una solida tradizione di alleanze dinastiche, firmò un patto militare con gli Asburgo, chiedendo l'appoggio dell'Impero austriaco per difendere il trono dalla rivoluzione. Fu anche un lavoratore instancabile e cercò di attuare un piano di rinnovamento del regno. Nel 1837 riformò l'organizzazione della giustizia in Sardegna e vennero istituiti sette «Tribunali di Prefettura» (Sassari, Tempio, Nuoro, Lanusei, Oristano, Isili e Cagliari).
Nel 1838, il 12 maggio, fece terminare il feudalesimo, introdotto in Sardegna dai catalano-aragonesi nel 1323; era fra le strutture del regno che con il trattato di Londra del 1718 i Savoia - con Vittorio Amedeo II - avevano giurato di rispettare. La proprietà feudale terminerà ufficialmente solo l'11 dicembre. Gli ex duchi, conti e marchesi furono compensati con un singolare indennizzo, cioè con rendite garantite da obbligazioni di Stato (quindi debito pubblico), ma furono i rispettivi comuni locali a doversi accollare l'indennizzo con imposte aggiuntive ai cittadini.
Con un regio editto l'11 settembre 1845 è deciso che dal primo gennaio 1850 saranno esclusivamente utilizzati nel regno "i pesi e le misure del sistema metrico decimale", i cinque anni di tempo dalla emissione del decreto alla sua applicazione sono decisi per dare tempo alla popolazione di prepararsi al cambio.

### La fusione del 1847
Il 29 novembre 1847, con la "fusione perfetta" e la rinuncia dei sardi alla loro autonomia statuale, il Regno di Sardegna si fuse con gli Stati di terraferma posseduti dai Savoia, comprendenti il Principato di Piemonte, il Ducato di Savoia, la Contea di Nizza, gli ex feudi imperiali dell'Appennino Ligure e l'ex Repubblica di Genova con l'isola di Capraia.
Si costituì così uno Stato unitario, con capitale Torino, che già dal 1720 era sede della corte e del governo. In conseguenza di ciò, nel 1848 la struttura amministrativa dell'isola viene riorganizzata sul modello piemontese e alle sette Divisioni di terraferma si aggiunsero le tre Divisioni di Sassari (comprendente le Province di Sassari, Tempio, Alghero e Ozieri), Nuoro (con le Province di Nuoro, Cuglieri e Lanusei) e Cagliari (Province di Cagliari, Oristano, Iglesias e Isili).
Il 4 marzo 1848, il re promulgò dal palazzo reale di Torino il ben noto Statuto Albertino, contenente concessioni alle istanze liberali, divenendo un sovrano costituzionale.

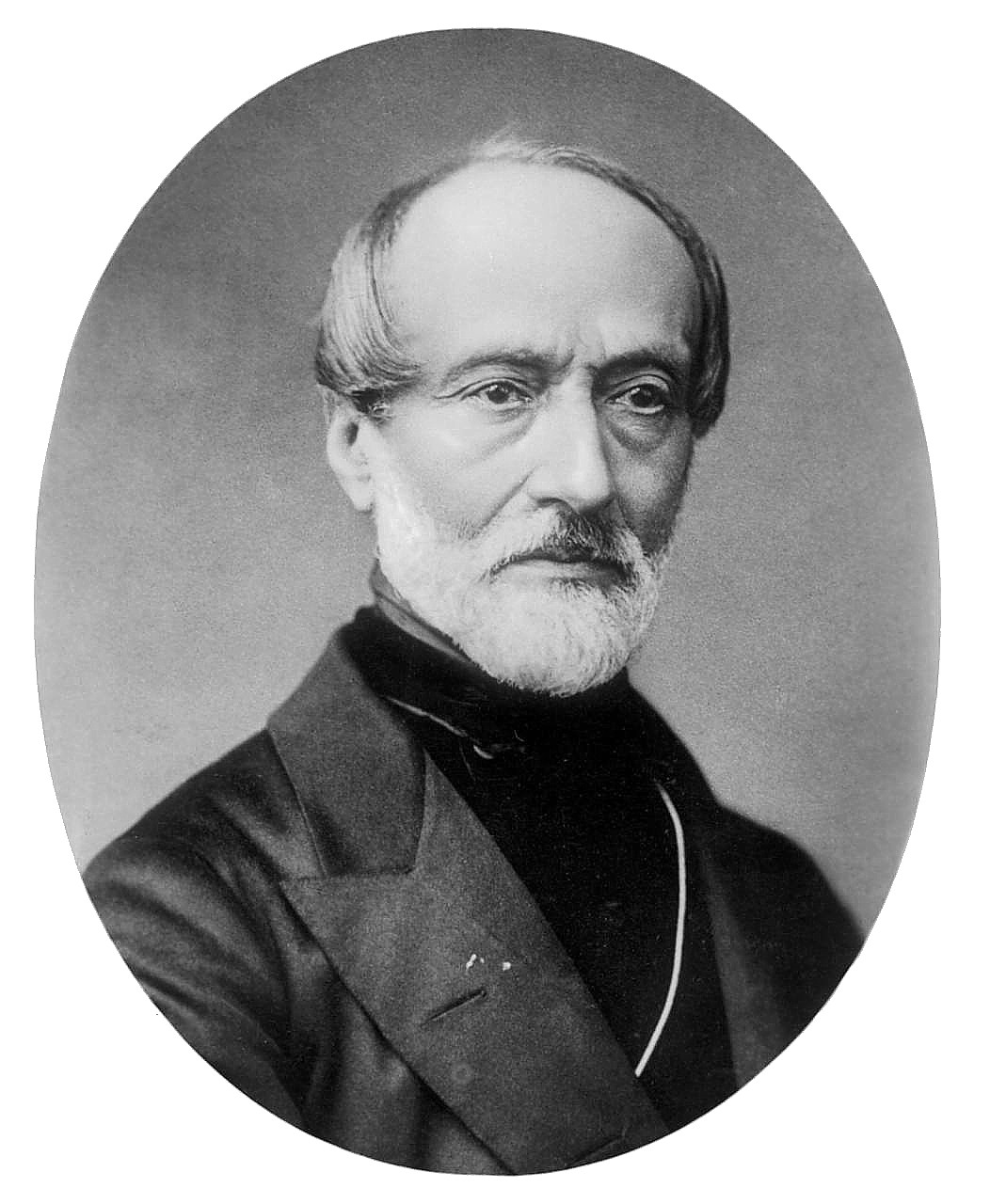
Giuseppe Mazzini

### IlRisorgimento
Le idee liberali, le speranze suscitate dall'illuminismo e le idee della Rivoluzione francese portate in Italia da Napoleone alimentarono nel Regno un crogiolo di aspettative e di ideali, alcuni incompatibili tra loro. Vi erano in campo le varie idee romantico-nazionaliste, quelle democratiche e repubblicane professate da Giuseppe Mazzini, gli ideali laici e socialisti di Giuseppe Garibaldi, le convinzioni liberali e monarchiche filo-Savoia di Cesare Balbo, Massimo d'Azeglio e Camillo Benso, conte di Cavour, mentre altri ancora, come Vincenzo Gioberti, pensavano a una confederazione italiana presieduta dal Papa.
Vi era anche l'ambizione espansionista di Casa Savoia e si sentiva incessante il bisogno di liberarsi dal dominio austriaco nella Lombardia e nel Veneto, unitamente al generale desiderio di migliorare la situazione socio-economica approfittando delle opportunità offerte dalla rivoluzione tecnico-industriale. Si andava pian piano sviluppando ulteriormente un'idea di patria più ampia, e forte era il desiderio di uno Stato nazionale che unisse tutto il territorio italiano, analogamente a quanto avvenuto in altre realtà europee come Francia, Spagna e Regno Unito.

#### La prima guerra d'indipendenza
Il 23 marzo 1848 Carlo Alberto di Savoia, sollecitato dai liberali milanesi, dichiarò guerra all'Austria.
La bandiera rivoluzionaria tricolore «verde-bianco-rosso», nata a Reggio nell'Emilia il 7 gennaio 1797, comparve per la prima volta tra le truppe sarde che con essa combatterono vittoriosamente a Pastrengo e a Goito. A fianco dell'esercito sardo intervennero soldati volontari provenienti da altri Stati italiani, ansiosi di liberare i territori in mano straniera. Nella fase iniziale del conflitto vengono colti alcuni successi importanti: nelle battaglie di Monzambano, Valeggio e Pastrengo i sardi ottengono alcune vittorie che comunque non vennero sfruttate appieno avanzando con notevole ritardo: una colonna riuscì a entrare a Milano, ma non inseguì subito gli austriaci in rotta. Carlo Alberto pose l'assedio a Peschiera, una delle quattro città del Quadrilatero.
L'attacco del maresciallo Josef Radetzky si risolse con la disfatta nella battaglia di Goito (30 maggio) e lo stesso giorno si arrese Peschiera. Carlo Alberto, però, non seppe sfruttare questi successi e il maresciallo riuscì a riconquistare le piazzeforti venete e la guerra volse sfavorevolmente per i Savoia. Il 9 agosto 1848 l'esercito sardo fu battuto a Custoza.
Dopo l'armistizio di Salasco, al quale susseguì, sette mesi dopo, la disfatta di Novara, Carlo Alberto fu costretto ad abdicare il 23 marzo 1849 a favore del figlio Vittorio Emanuele II di Savoia e si ritirò in esilio a Oporto, in Portogallo, dove morì di lì a poco, il 28 luglio 1849. In seguito alla disfatta il Regno di Sardegna cercò di ristabilire la sua economia. Massimo d'Azeglio, presidente del consiglio, approvò le leggi Siccardiane in seguito alle quali i privilegi di cui il clero aveva sempre goduto venivano aboliti.

#### La politica anticlericale
La politica anticlericale del Regno di Sardegna fu già inaugurata con la legge del 29 maggio 1855, n. 878, che abrogò il riconoscimento civile a numerosi ordini religiosi incamerandone i beni. Si trattava di procedimenti già messi in pratica in altri Stati, ad esempio nel Granducato di Toscana già dal 1786, e nella Francia napoleonica e nei territori da essa controllati (Italia compresa) nel 1808. I beni patrimoniali degli ordini soppressi passarono in blocco sotto l'amministrazione di una Cassa Ecclesiastica. Con questo provvedimento il Regno di Sardegna cominciò a incidere sull'assetto della proprietà privata.
| Proprietà confiscate nel Regno di Sardegna nel 1855                                    | Proprietà confiscate nel Regno di Sardegna nel 1855 | Proprietà confiscate nel Regno di Sardegna nel 1855 | Proprietà confiscate nel Regno di Sardegna nel 1855 | Proprietà confiscate nel Regno di Sardegna nel 1855 |
| Quantità                                                                               | Tipo                                                | N. persone                                          | Categoria                                           | Entrate annuali (in lire)                           |
| -------------------------------------------------------------------------------------- | --------------------------------------------------- | --------------------------------------------------- | --------------------------------------------------- | --------------------------------------------------- |
| 66                                                                                     | Monasteri nel continente                            | 772                                                 | monaci                                              | 770 000                                             |
| 46                                                                                     | Monasteri nel continente                            | 1085                                                | suore                                               | 592 000                                             |
| 40                                                                                     | Monasteri in Sardegna                               | 489                                                 | monaci e monache                                    | 369 000                                             |
| 182                                                                                    | Conventi spirituali                                 | 3145                                                | monaci                                              | _                                                   |
| 65                                                                                     | edifici ecclesiastici                               | 680                                                 | preti                                               | 550 000                                             |
| 1700                                                                                   | benefici ecclesiastici                              | 1700                                                | ecclesiastici                                       | 1 370 000                                           |
| Fonte: Frederick Martin, The Statesman's Yeak-Book, Macmillan And Co., 1866. Pag. 316. |                                                     |                                                     |                                                     |                                                     |

In totale furono confiscati 2099 beni ecclesiastici, coinvolgendo 7 871 religiosi che sommati davano una rendita annuale di 3 641 000 lire. Tale disposizione venne estesa nel 1859 all'ex Legazione delle Romagne, ai Ducati, poi successivamente agli altri territori che furono annessi allo Stato sabaudo.

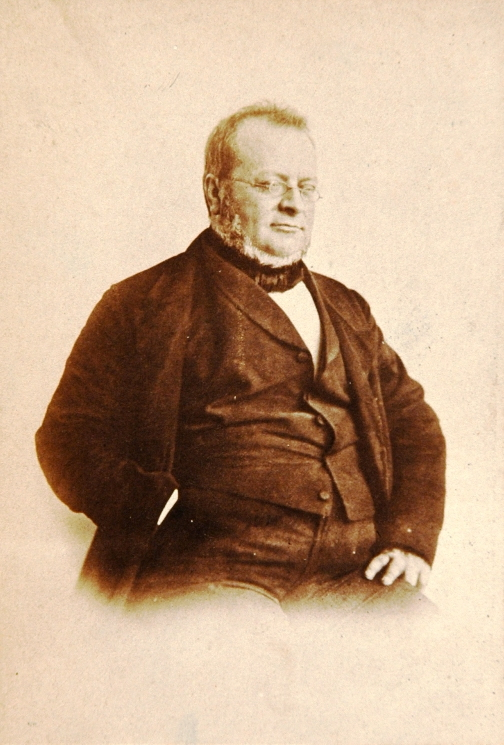
Camillo Benso, conte di Cavour (Lodovico Tuminello)

#### Il ruolo di Cavour
L'11 ottobre 1850 fu chiamato al governo Camillo Benso, conte di Cavour inizialmente come ministro del Commercio e dell'Agricoltura, poi in seguito come ministro delle Finanze. Nel 1852 aveva stretto un patto (il connubio) con la sinistra di Urbano Rattazzi che gli consentì di diventare in seguito primo ministro. Non piaceva né al re né al popolo, ma dimostrò a tutti di saper bene amministrare e ben presto la sua figura politica avrà un ruolo chiave nel prosieguo del Risorgimento. Conscio della situazione degli altri paesi europei, iniziò una serie di riforme che contemplano, tra l'altro, la canalizzazione del Vercellese, finanziamenti alle industrie, creazione di ferrovie, di navi.
Nel 1855 il regno si alleò con la Francia nella guerra di Crimea contro la Russia; il primo ministro Cavour considerava infatti l'intervento un buon trampolino di lancio per entrare a far parte del gioco politico europeo, e inviò un corpo di Bersaglieri a combattere a fianco degli alleati, partecipando poi al Congresso di Parigi tra le nazioni vincitrici. A Plombières, una stazione termale nel massiccio dei Vosgi, il 20 luglio 1858 Cavour strinse un'alleanza segreta con Napoleone III. Tale accordo prevedeva, in caso di attacco austriaco, l'intervento dei francesi a fianco dei sardi, per tentare la conquista della Lombardia e per proseguire eventualmente fino all'Adriatico. In caso di vittoria, in cambio di tale aiuto, alla Francia sarebbe stato ceduto il Ducato di Savoia e la Contea di Nizza insieme alla possibilità di controllare indirettamente l'Italia centrale.

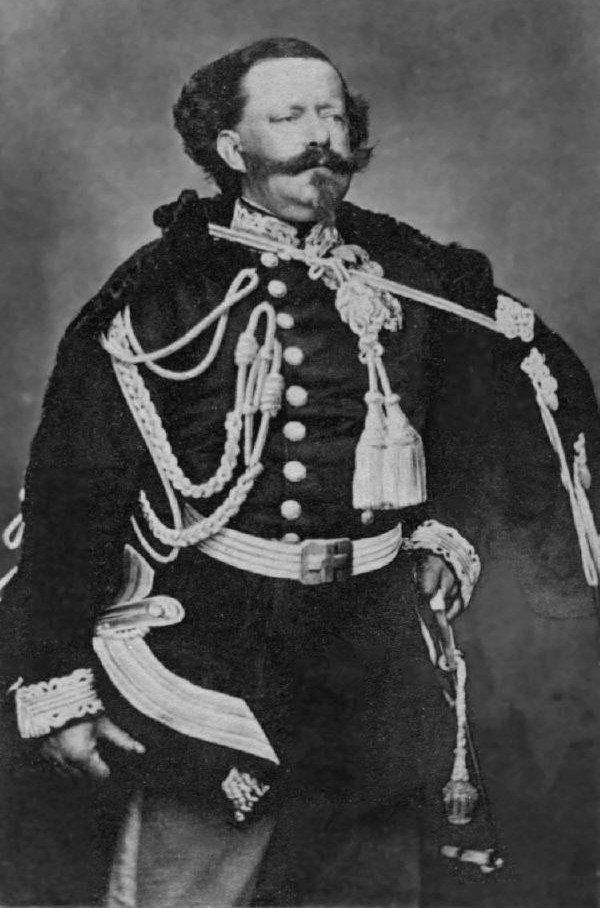
Vittorio Emanuele II di Savoia - Re di Sardegna - pagò un caro prezzo ai francesi, dovette privarsi di Nizza e della Savoia, culla della sua dinastia

#### La seconda guerra d'indipendenza
Nel gennaio del 1859 iniziarono i due anni più drammatici e ricchi di avvenimenti di tutto il Risorgimento. In un susseguirsi di alleanze, guerre e improvvisi colpi di scena, il Regno di Sardegna si ingrandiva considerevolmente, inglobando nei suoi confini quasi tutti i territori della penisola italiana. Le operazioni militari si svolsero tra il 29 aprile e il 6 luglio 1859 in seguito alle provocazioni militari dei sardi e alle quali gli austriaci reagirono, provocando l'intervento della Francia come da accordi di Plombières. Invadendo la Lombardia, gli eserciti franco-sardi travolsero gli austriaci a Montebello, Palestro e Magenta, mentre sulle alture di Solferino e di San Martino si combatté una sanguinosa battaglia che costò la vita a 22 000 soldati austriaci e 17 000 soldati alleati. Henry Dunant e la popolazione locale ebbero l'idea di organizzare i soccorsi ai feriti da cui in seguito ebbe inizio la Croce Rossa.
Contrariamente a quanto promesso a Cavour negli accordi di Plombières, Napoleone III, preoccupato per l'andamento della guerra, non tenne fede alla sua parola e propose unilateralmente la pace agli austriaci. Cavour - sdegnato contro l'imperatore e contro il re che aveva firmato l'armistizio - si dimise da primo ministro e si ritirò sfiduciato in Savoia, tra Bonneville e Chamonix: gli accordi dei quali lui era l'artefice, erano stati ben altri.
I territori della Savoia e di Nizza, promessi dal re a Napoleone III, non vennero consegnati e i francesi si accontentarono di una somma in danaro per le spese di guerra. L'8 luglio 1859, a seguito dei trattati di Villafranca e Zurigo, la Lombardia, tranne Mantova, venne ceduta dal Regno Lombardo-Veneto alla Francia e da questa al Regno di Sardegna, ma il Veneto e Venezia rimanevano completamente in mano asburgica. Dopo questi avvenimenti, La Marmora, Rattazzi e Dabormida, formarono un nuovo governo ereditando una situazione molto tesa e difficile con l'alleato che mantenne varie guarnigioni in Lombardia. Napoleone III ben presto si rese conto che l'armistizio firmato unilateralmente con gli austriaci lasciava alla Francia ben poche possibilità di manovra in Italia. Nel dicembre 1859 decise allora di cambiare completamente politica. Nel gennaio 1860, in un rapido evolversi degli avvenimenti, Cavour venne richiamato al governo. Dopo il tradimento di Villafranca era pronto a ribaltare l'intero sistema di alleanze, ma Napoleone III permaneva ancora con il suo esercito nell'Italia centrale e in Lombardia, assai preoccupato dalle domande di annessione al Regno di Sardegna fatte nel Granducato di Toscana, nei Ducati di Parma e Modena e nelle Legazioni pontificie.
I suoi piani per il controllo dell'Italia centrale furono completamente stravolti, ma non era per niente intenzionato a lasciare la penisola a mani vuote, né tanto meno era d'accordo a rafforzare ulteriormente il Regno di Sardegna. Fece sapere allora (contro ogni principio di nazionalità, contro la volontà stessa dei nizzardi e dei savoiardi) che avrebbe tollerato l'annessione dell'Italia centrale al Regno di Sardegna unicamente in cambio di importanti concessioni territoriali sulla frontiera alpina. Cavour stesso si rese conto in quel momento che il Regno non poteva sfidare contemporaneamente i due imperatori che dominavano la lunga catena delle Alpi. Il 12 marzo 1860, venne allora firmato un nuovo trattato segreto dove venivano riportate in vita le clausole di quello stipulato nel gennaio 1859 - prima dell'inizio della guerra - e nel quale si stabilivano le cessioni territoriali alla Francia, clausola decaduta dopo i fatti di Villafranca.
Se in un primo tempo le cessioni erano frutto di un accordo bilaterale, nel nuovo trattato sono una vera e propria imposizione per il Regno di Sardegna, pena la rottura con l'Alleato visto oramai non più come amico. Ma ancor prima che il documento fosse firmato, l'annessione dell'Italia centrale era già un fatto compiuto. Le cessioni territoriali sulla frontiera furono accordate dopo l'esito positivo delle votazioni richieste per l'annessione. A partire dal 5 marzo 1860 - infatti - Parma, la Toscana, Modena e la Romagna votarono un plebiscito per l'unione al Regno di Sardegna.

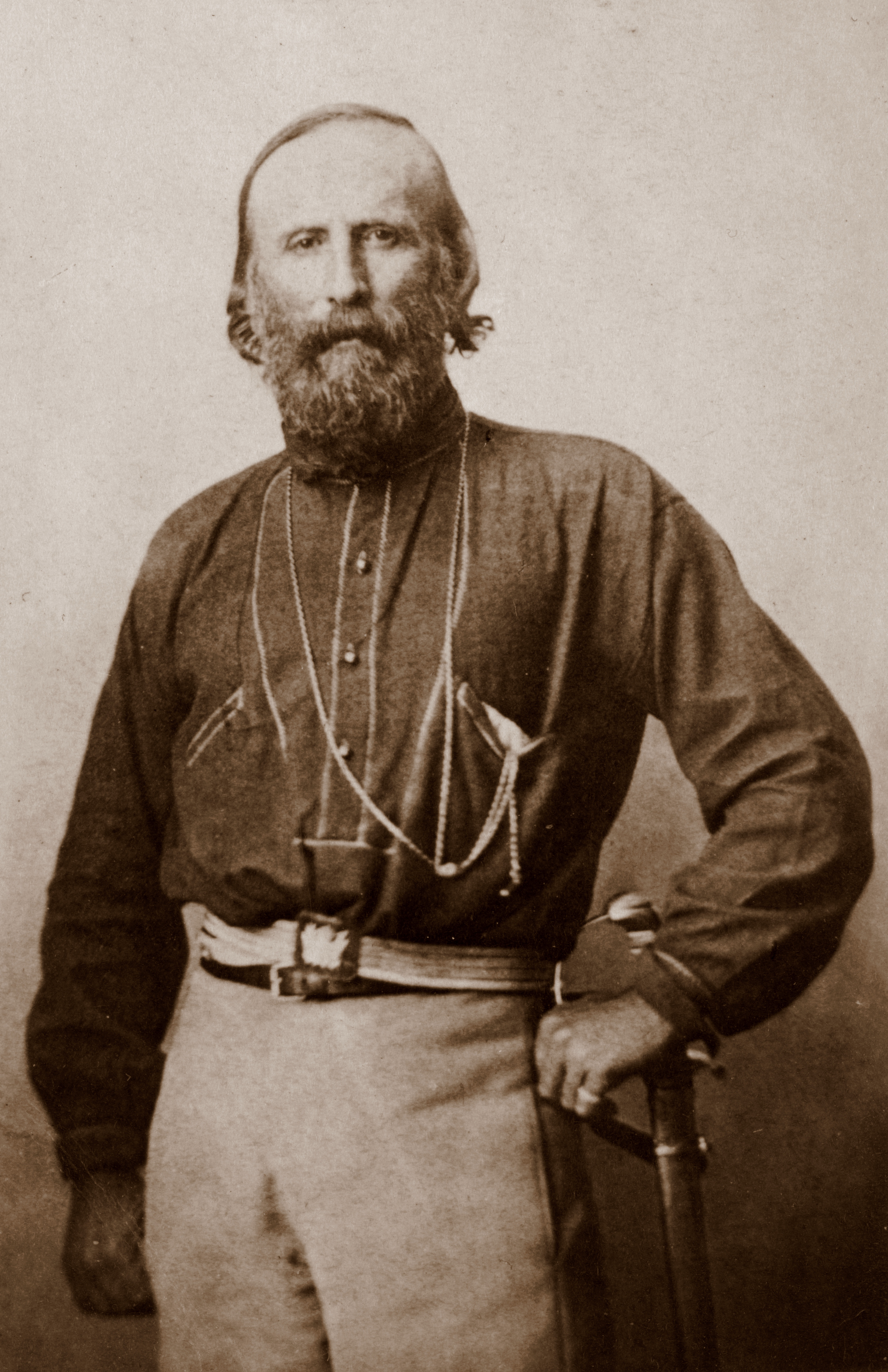
Garibaldi si batté accanitamente per evitare la cessione della sua città natale alla Francia

### L'impresa dei Mille
Nello stesso anno, a seguito della notizia di una rivolta in corso guidata da Rosolino Pilo, il siciliano Francesco Crispi convinse Giuseppe Garibaldi a organizzare una spedizione di volontari italiani. Essa, avendo quale fine la realizzazione dell'unità politica italiana con la conquista del Regno delle Due Sicilie e relativa annessione al Regno di Sardegna sabaudo, sarebbe poi passata alla storia come spedizione dei Mille. La spedizione, partita via mare da Quarto e sbarcata a Marsala (Sicilia), trovò l'appoggio dei contadini i cui volontari, avendo Garibaldi loro promesso la spartizione delle terre, formarono l'esercito meridionale.
Garibaldi, dopo scontri vittoriosi e aver risalito la penisola entrò a Napoli.
Vittorio Emanuele II decise allora di intervenire con il proprio esercito per annettere Marche e Umbria, ancora nelle mani del papa, e unire così il Nord e il Sud d'Italia. 
Nello storico incontro di Teano, il 26 ottobre del 1860, consegnò l'Italia meridionale a Vittorio Emanuele II. Di seguito avvenne il plebiscito che approvò l'annessione al Regno di Sardegna. Dopo aver vinto la battaglia del Volturno, i garibaldini furono rilevati dall'esercito sardo che, sconfitte le truppe napoletane (Macerone, Garigliano) cinse d'assedio Capua, che capitolò dopo i bombardamenti iniziali. Più lungo fu l'assedio di Gaeta, conclusosi nel febbraio 1861.

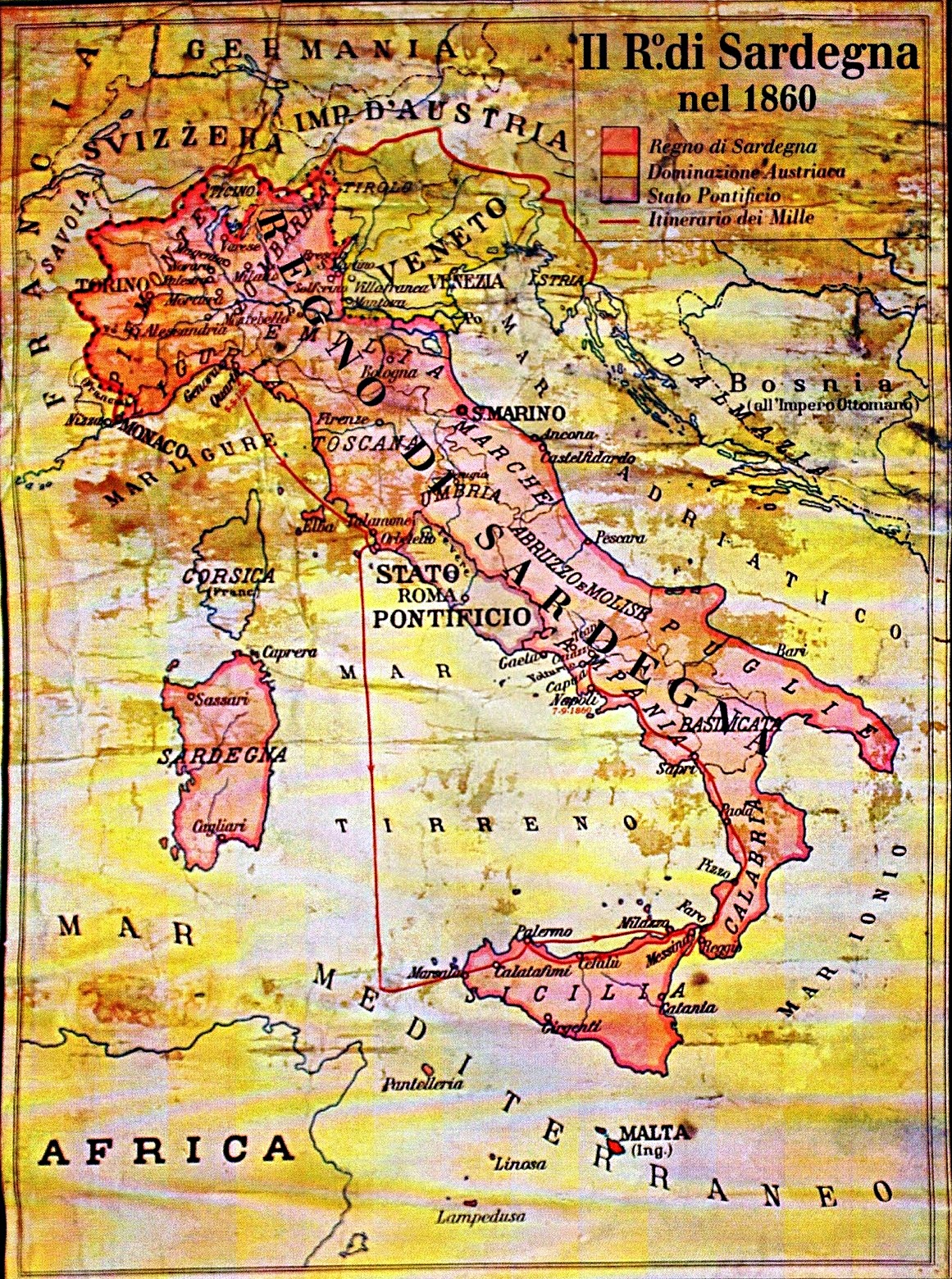
I confini statuali del Regno di Sardegna nel 1860

### La cessione della Savoia e di Nizza
Come Cavour stesso confessò, la cessione del nizzardo e della Savoia fu uno dei momenti più tristi della sua vita politica, un atto da lui stesso definito in privato anticostituzionale. Per lui Nizza era essenzialmente italiana e cederla a un'altra potenza andava contro il principio di nazionalità. Cercò in ogni modo di prendere tempo, ma davanti alle perentorie insistenze dei francesi, fu costretto a cedere. Anche il Re era restio ad abbandonare la Savoia, patria della sua dinastia, e il ministro della guerra Manfredo Fanti avvertì il sovrano del pericolo che il Regno e la stessa Torino avrebbero corso senza quei territori cuscinetto, diventando in quel modo militarmente indifendibili.
Aspre critiche furono mosse da Urbano Rattazzi, da Giuseppe Garibaldi e da Giuseppe Ferrari, ma anche da tutti i patrioti italiani, nonché da molti Stati esteri e da un'incredula Inghilterra: le simpatie che la causa italiana avevano destato in Europa venivano improvvisamente meno a causa del tradimento del principio di nazionalità. In un clima di tristezza, Cavour autorizzò la polizia e i soldati francesi a entrare nei territori sardi, per assicurare che i plebisciti di conferma della cessione alla Francia dessero il risultato voluto. Chiese anche che il documento segreto in cui era palese la sua approvazione fosse distrutto, e persuase i francesi a utilizzare il termine riunione anziché cessione in modo da rendere meno insostenibile la sua posizione costituzionale.

### La proclamazione del Regno d'Italia
Con la seconda guerra d'indipendenza, re Vittorio Emanuele II poté annettere al suo regno i territori liberati, che poi unì a quelli dell'ex Regno delle Due Sicilie, conquistati da Garibaldi e da questi affidatigli nell'incontro di Teano. Al neoeletto parlamento italiano fu presentato un apposito progetto di legge per la proclamazione del nuovo Regno d'Italia: esso divenne atto normativo il 17 marzo 1861. Il Regno di Sardegna pertanto cambiò denominazione in Regno d'Italia, e Vittorio Emanuele assunse per sé e per i suoi successori il titolo di Re d'Italia; egli tuttavia mantenne il numerale di "secondo" e non "primo", in segno dell'esistente continuità dinastica e costituzionale col precedente reame.
Il Regno si espanse poi con la conquista del Veneto (attuali Veneto e Friuli, ma senza la Venezia Giulia e la Venezia Tridentina) nella terza guerra d'indipendenza nel 1866. La presa di Roma avvenne solamente quattro anni più tardi, il 20 settembre 1870. La futura capitale fu teatralmente «conquistata» dai Bersaglieri che aprirono un varco nelle mura della città (breccia di Porta Pia) e si trovarono dopo poche centinaia di metri al Palazzo del Quirinale, peraltro ermeticamente sbarrato. Si tramanda che per entrare fu necessario l'intervento di un fabbro.

## Territorio
Il Regno di Sardegna comprendeva i territori delle attuali regioni italiane di Piemonte, Valle d'Aosta, Liguria (dal 1815), Sardegna, oltre alla Lomellina e all'Oltrepò Pavese (alla Lombardia dopo il 1859), al Bobbiese e all'alta Val Trebbia (in seguito suddivisi fra Lombardia, Piemonte, Emilia-Romagna e Liguria), e infine la Contea di Nizza e il Ducato di Savoia, oggi territori della Francia.

1815-1860
1860
1861

## Suddivisioni amministrative
Nel 1838 il Regno sardo veniva circoscritto in divisioni, ognuna delle quali divisa in province, a loro volta divise in intendenze.
- I Divisione di Savoia (capoluogo: Ciamberì, province di Savoia propria, Alta Savoia, Chiablese, Fossignì, Genevese, Moriana e Tarantasia)
- II Divisione di Torino (capoluogo: Torino, province di Torino, Biella, Ivrea, Pinerolo e Susa)
- III Divisione di Cuneo (capoluogo: Cuneo, province di Cuneo, Alba, Mondovì e Saluzzo)
- IV Divisione di Alessandria (capoluogo: Alessandria, province di Alessandria, Acqui, Asti, Casale, Tortona e Voghera)
- V Divisione di Novara (capoluogo: Novara, provincie di Novara, Lomellina, Pallanza e Vercelli)
- VI Divisione di Aosta (capoluogo: Aosta, provincia di Aosta)
- VII Divisione di Genova (capoluogo: Genova, province di Genova, Albenga, Bobbio, Chiavari, Di Levante, Novi e Savona)
- VIII Divisione di Nizza (capoluogo: Nizza, province di Nizza, Oneglia, Sanremo)

Con decreto del 12 agosto del 1848, dopo la "fusione perfetta" si aggiunsero altre tre divisioni:
- IX Divisione di Cagliari (capoluogo: Cagliari, province di Cagliari, Oristano, Iglesias e Isili)
- X Divisione di Nuoro (capoluogo: Nuoro, province di Nuoro, Cuglieri e Lanusei)
- XI Divisione di Sassari (capoluogo: Sassari, province di Sassari, Alghero, Ozieri e Tempio)

## Forze armate e di polizia
Le forze armate erano costituite dall''Armata Sarda, affiancata dai Reali Carabinieri, quest'ultimo corpo anche con funzioni di polizia. Il controllo sul territorio e il mantenimento della pubblica sicurezza era effettuato dapprima tramite i granatieri di Sardegna poi solo dai Reali Carabinieri, poi a questi fu affiancata una struttura civile composta da "delegazioni di polizia". Carlo Alberto di Savoia, nella riorganizzazione dello Stato sabaudo, alla diffusione territoriale delle forze di controllo militare, creò la "Milizia comunale" e la "Guardia nazionale", istituite con il regio decreto del 4 marzo 1848. Successivamente con la legge 11 luglio 1852, n. 1404, venne creato il "Corpo delle guardie di pubblica sicurezza", che aveva due compagnie a Torino e a Genova e alcune stazioni più periferiche. La legge 13 novembre 1859, n. 3720, ne estese la competenza territoriale a tutti gli Stati (meno la Toscana) che via via andavano annettendosi al Regno di Sardegna durante la seconda guerra d'indipendenza italiana; la stessa norma attribuiva il comando delle funzioni di pubblica sicurezza ai questori delle città capoluogo di provincia con più di 60 000 abitanti, e per la prima volta fu istituito il ruolo degli ispettori.

## Istruzione
In quasi tutti i comuni esistevano le scuole d'insegnamento primario maschile, meno sviluppate erano le scuole femminili, per lo più avocate ai conservatori di monache.
Per le scuole secondarie, nel 1840 il regno contava 286 istituti maschili tra collegi reali, collegi comunali, scuole di latinità inferiore, convitti e pensionati (di tutti questi solo 23 erano diretti da corporazioni religiose); rendendo così il Regno di Sardegna lo Stato italiano pre-unitario colla maggior densità di istituti d'istruzione in rapporto alla popolazione. L'istruzione secondaria femminile era invece totalmente avocata dagli enti religiosi, di cui quindici istituti gestiti dalle Suore di San Giuseppe, otto dalle Salesiane, sei dalle Suore di Carità, sei dalle Suore Bigie, tre dalle Orsoline, due dalle Dame del Sacro Cuor di Gesù e due dalle Dame Pie.
La principale università del Regno sardo era quella di Torino, che vantava anche musei di fisica, storia naturale, archeologia e l'orto botanico, oltre all'osservatorio astronomico e a una biblioteca con centinaia di migliaia di volumi. Seguivano poi le università di Cagliari, fondata nel 1607, Sassari, fondata nel 1617, e Genova, fondata poco dopo l'unione della Liguria al Piemonte. 
Esistevano inoltre delle scuole universitarie secondarie, dove si potevano seguire i primi anni di corso delle facoltà di medica e/o di legge. Erano queste quelle di Chambéry, Asti, Mondovì, Nizza, Novara, Saluzzo e Vercelli.
Le scuole speciali erano invece la Reale Accademia Militare di Torino, la Scuola d'Equitazione di Venaria Reale, le scuole nautiche di Genova, Savona e La Spezia.

## Economia

### Agricoltura
L'agricoltura era intensamente e notevolmente sviluppata. Nella Liguria il principale prodotto era l'olio d'oliva, la cui annua raccolta dava valore di quattro o cinque milioni di lire piemontesi. Nel Monferrato primeggiavano il vino e i cereali, mentre la vendita di riso e seta della pianura circumpadana (novarese) dava un prodotto, in media, superiore ai quaranta milioni di lire. In Lomellina, nel Vercellese e nel Novarese era già sviluppata la risicoltura.

### Industria
L'industria estrattiva contava diverse miniere metallurgiche e minerali sparse in tutte le province del regno. Nel 1835 i lavori delle industrie estrattive contavano circa ventimila addetti. 
Nel solo Piemonte esistevano 40 fabbriche di carta, a cui si aggiungevano 4 in Savoia e 50 in Liguria. Esistevano poi la raffineria di zucchero di Carignano, le manifatturiere di specchi e cristalli di Domodossola e quelle in Savoia, le filature di cotone a macchina e di seta in Piemonte, Liguria e Savoia; la “fabbrica d'armi” a Torino e un centinaio di lanifici.
Nel periodo della Repubblica Ligure napoleonica si sviluppò il cantiere navale di Foce, e le prime navi varate furono la fregata "L'Incorruptible" e il brick "Le Cyclope" (1804), a cui seguì la fregata “La Pomone”, varata nel marzo 1805. Dopo l'annessione della Liguria al Regno sabaudo ebbe inizio una nuova fase di sviluppo. Il cantiere, ampliato su parte dell'area del soppresso lazzaretto, si estendeva su circa 70 000 m² sulla sponda sinistra alla foce del Bisagno; di proprietà municipale, fu dato in gestione prima ai fratelli Westermann, poi ai fratelli Orlando, siciliani trapiantati a Genova. Durante la loro gestione, nel 1862, fu impostato l'avviso a elica "Vedetta", primo piroscafo militare con scafo in ferro costruito in Italia, varato nel 1866.
Nel 1853 poi venne inaugurata a Genova l'Ansaldo, in sostituzione della Taylor & Prandi, fondata nel 1842 e fallita per difficoltà finanziarie.

## Bandiere e stemmi
Testimoni silenziosi dei numerosi fatti storici susseguitisi nella lunga storia del Regno di Sardegna sotto i Savoia e dei mutamenti politico-sociali da essi causati sono i vari stemmi e le bandiere che rappresentarono lo Stato.

### Stemmi
Con regio brevetto 22 dicembre 1832, che modernizzava la pubblicazione delle leggi istituendo una raccolta ufficiale, e il regolamento attuativo annesso, fu stabilito un modello per le leggi e di tutti gli atti ufficiali dello Stato, da usarsi dal 1833. Lo stemma non veniva descritto, ma era inserito nell'esempio da impiegare.

(1720-1815)
(1815-1833)
(1833-1848)
(1848-1861)

### Bandiere

Bandiera del Regno di Sardegna (XIV secolo - 1848)
Stendardo reale dei Savoia (1720-1848) e Bandiera di Stato (XVI - XVIII secolo)
Bandiera della marina militare (1785-1802)
Bandiera della marina mercantile (1802-1814)
Bandiera della marina militare (1802-1814)
Bandiera della marina mercantile e militare (1814-1816)
Bandiera nazionale e della marina mercantile (1816-1848)
Bandiera di Stato e della marina militare (1816-1848)
Bandiera della marina militare utilizzata come variante rispetto a quella di Stato (1816-1848) aspect ratio 31:76
Bandiera di Stato e di Guerra (1848-1851)
Bandiera nazionale e della marina mercantile (1851–1861), il Tricolore con lo stemma sabaudo
Bandiera di Stato e della marina militare (1851-1861): sostanzialmente consiste nella Bandiera nazionale con una corona che sormonta lo stemma sabaudo
Stendardo reale (1848-1861)
Stendardo del Principe Ereditario (1848-1861)